# John Somers
John Somers, primo barone Somers (4 marzo 1651 – 26 aprile 1716) è stato un giurista e politico britannico, statista Whig. 
Si impose per la prima volta all'attenzione nazionale nel processo contro i Sette Vescovi, dove era difensore. Pubblicò trattati su argomenti politici come la successione alla corona, dove elaborò i suoi principi Whig a sostegno degli esclusivisti. Fu Lord Alto Cancelliere d'Inghilterra sotto il re Guglielmo III e fu uno dei principali artefici dell'unione tra Inghilterra e Scozia raggiunta nel 1707 e della successione protestante ottenuta nel 1714. Fu un importante Whig durante i venticinque anni successivi al 1688; con quattro colleghi formò i Whig Junto.